# Corchorus merxmuelleri
Corchorus merxmuelleri är en malvaväxtart som beskrevs av Hiram Wild. Corchorus merxmuelleri ingår i släktet Corchorus och familjen malvaväxter. Inga underarter finns listade i Catalogue of Life.